# Sporolithales
Sporolithaceae, porodica crvenih alga u vlastitom redu Sporolithales, dio je podrazreda Corallinophycidae. Postoji 58 vrsta u pet rodova

## Rodovi
1. Archaeolithothamnion Rothpletz ex Foslie (8)
2. †Hemiphyllum Marie Lemoine   (1)
3. Heydrichia R.A.Townsend, Y.M.Chamberlain & Keats   (5)
4. Roseapetra W.A.Nelson, B.A.Twist & K.F.Neill 	(1)
5. Sporolithon Heydrich  (43)